# Leichtathletik-Europameisterschaften 1994/200 m der Frauen

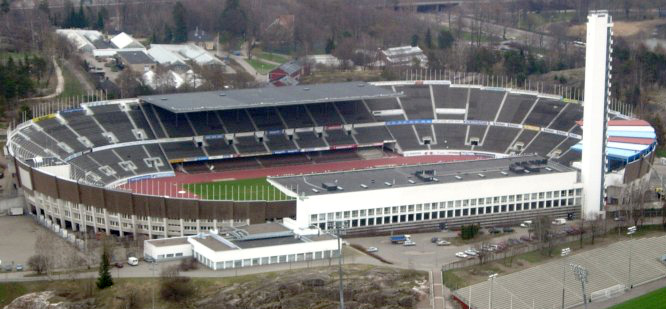
Das Olympiastadion von Helsinki im Jahr 2005

Der 200-Meter-Lauf der Frauen bei den Leichtathletik-Europameisterschaften 1994 wurde am 10. und 11. August 1994 im Olympiastadion der finnischen Hauptstadt Helsinki ausgetragen.
In diesem Wettbewerb gab es für die russischen Sprinterinnen mit Gold und Bronze zwei Medaillen. Europameisterin wurde die WM-Dritte von 1993 Irina Priwalowa, die drei Tage zuvor auch den 100-Meter-Lauf gewonnen hatte. Wie schon über 100 Meter errang die Ukrainerin Schanna Tarnopolskaja die Silbermedaille. Sie startete später als Schanna Pintusewitsch bzw. Schanna Block. Bronze ging wie 1990 an Galina Maltschugina.

## Bestehende Rekorde
| Weltrekord           | 21,34 s | Florence Griffith-Joyner | OS Seoul, Südkorea           | 29. September 1988 |
| Europarekord         | 21,71 s | Marita Koch              | Karl-Marx-Stadt, DDR         | 10. Juni 1979      |
| Europarekord         | 21,71 s | Marita Koch              | Potsdam, DDR                 | 21. Juli 1984      |
| Europarekord         | 21,71 s | Heike Drechsler          | Jena, DDR                    | 29. Juni 1986      |
| Europarekord         | 21,71 s | Heike Drechsler          | EM Stuttgart, BR Deutschland | 9. August 1986     |
| Meisterschaftsrekord | 21,71 s | Heike Drechsler          | EM Stuttgart, BR Deutschland | 9. August 1986     |

Der bestehende EM-Rekord wurde bei diesen Europameisterschaften nicht erreicht. Die schnellste Zeit erzielte die russische Europameisterin Irina Priwalowa im Finale mit 22,32 s bei einem Rückenwind von 0,2 m/s, womit sie 61 Hundertstelsekunden über dem Rekord, gleichzeitig Europarekord, blieb. Zum Weltrekord fehlten ihr 98 Hundertstelsekunden.

## Vorrunde
10. August 1994
Die Vorrunde wurde in vier Läufen durchgeführt. Die ersten drei Athletinnen pro Lauf – hellblau unterlegt – sowie die darüber hinaus vier zeitschnellsten Läuferinnen – hellgrün unterlegt – qualifizierten sich für das Halbfinale.

### Vorlauf 1
Wind: −2,1 m/s
| Platz | Name                  | Nation         | Zeit (s) |
| ----- | --------------------- | -------------- | -------- |
| 1     | Schanna Tarnopolskaja | Ukraine        | 23,33    |
| 2     | Lucrécia Jardim       | Portugal       | 23,41    |
| 3     | Silke Lichtenhagen    | Deutschland    | 23,42    |
| 4     | Regula Anliker-Aebi   | Schweiz        | 23,48    |
| 5     | Jacqueline Poelman    | Niederlande    | 23,56    |
| 6     | Simmone Jacobs        | Großbritannien | 23,75    |
| 7     | Maria Staafgard       | Schweden       | 24,09    |
| 8     | Karin Solbakken       | Norwegen       | 24,18    |

### Vorlauf 2
Wind: +0,3 m/s
| Platz | Name                | Nation         | Zeit (s) |
| ----- | ------------------- | -------------- | -------- |
| 1     | Galina Maltschugina | Russland       | 23,32    |
| 2     | Slatka Georgiewa    | Bulgarien      | 23,35    |
| 3     | Katharine Merry     | Großbritannien | 23,73    |
| 4     | Sara Wüest          | Schweiz        | 23,89    |
| 5     | Sabine Tröger       | Österreich     | 23,91    |
| 6     | Anu Pirttimaa       | Finnland       | 24,02    |
| 7     | Jana Burtasenkowa   | Moldau         | 24,37    |
| 8     | Antonina Sljussar   | Ukraine        | 24,50    |

### Vorlauf 3
Wind: −0,3 m/s
| Platz | Name              | Nation         | Zeit (s) |
| ----- | ----------------- | -------------- | -------- |
| 1     | Irina Priwalowa   | Russland       | 22,93    |
| 2     | Maia Asaraschwili | Georgien       | 23,17    |
| 3     | Sanna Hernesniemi | Finnland       | 23,32    |
| 4     | Paula Thomas      | Großbritannien | 23,39    |
| 5     | Giada Gallina     | Italien        | 23,69    |
| 6     | Eva Barati        | Ungarn         | 23,88    |
| 7     | Birgit Rockmeier  | Deutschland    | 23,89    |
| 8     | Dora Kyriakou     | Zypern         | 24,18    |

### Vorlauf 4
Wind: −1,7 m/s
| Platz | Name                    | Nation      | Zeit (s) |
| ----- | ----------------------- | ----------- | -------- |
| 1     | Silke-Beate Knoll       | Deutschland | 23,25    |
| 2     | Erika Suchovská         | Tschechien  | 23,52    |
| 3     | Jekaterina Leschtschowa | Russland    | 23,59    |
| 4     | Wiktorija Fomenko       | Ukraine     | 23,67    |
| 5     | Mireille Donders        | Schweiz     | 23,97    |
| 6     | Marika Johansson        | Schweden    | 24,05    |
| 7     | Tarja Leveelahti        | Finnland    | 24,24    |
| 8     | Aksel Gurcan            | Türkei      | 24,50    |

## Halbfinale
11. August 1994
Aus den beiden Halbfinalläufen qualifizierten sich die jeweils ersten vier Athletinnen – hellblau unterlegt – für das Finale.

### Lauf 1
Wind: +0,3 m/s
| Platz | Name                    | Nation         | Zeit (s) |
| ----- | ----------------------- | -------------- | -------- |
| 1     | Silke-Beate Knoll       | Deutschland    | 22,75    |
| 2     | Galina Maltschugina     | Russland       | 22,90    |
| 3     | Lucrécia Jardim         | Portugal       | 23,25    |
| 4     | Slatka Georgiewa        | Bulgarien      | 23,29    |
| 5     | Jekaterina Leschtschowa | Russland       | 23,36    |
| 6     | Regula Anliker-Aebi     | Schweiz        | 23,50    |
| 7     | Wiktorija Fomenko       | Ukraine        | 23,52    |
| 8     | Katharine Merry         | Großbritannien | 23,55    |

### Lauf 2
Wind: +1,4 m/s
| Platz | Name                  | Nation         | Zeit (s) |
| ----- | --------------------- | -------------- | -------- |
| 1     | Irina Priwalowa       | Russland       | 22,61    |
| 2     | Schanna Tarnopolskaja | Ukraine        | 23,01    |
| 3     | Maia Asaraschwili     | Georgien       | 23,24    |
| 4     | Sanna Hernesniemi     | Finnland       | 23,28    |
| 5     | Erika Suchovská       | Tschechien     | 23,34    |
| 6     | Paula Thomas          | Großbritannien | 23,41    |
| 7     | Silke Lichtenhagen    | Deutschland    | 23,45    |
| 8     | Jacqueline Poelman    | Niederlande    | 23,58    |

## Finale

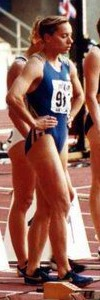
Wie schon über 100 Meter gab es Silber für Schanna Tarnopolskaja

11. August 1994
Wind: +0,2 m/s
| Platz | Name                  | Nation      | Zeit (s) |
| ----- | --------------------- | ----------- | -------- |
| 1     | Irina Priwalowa       | Russland    | 22,32    |
| 2     | Schanna Tarnopolskaja | Ukraine     | 22,77    |
| 3     | Galina Maltschugina   | Russland    | 22,90    |
| 4     | Silke-Beate Knoll     | Deutschland | 22,99    |
| 5     | Maia Asaraschwili     | Georgien    | 23,01    |
| 6     | Sanna Hernesniemi     | Finnland    | 23,24    |
| 7     | Lucrécia Jardim       | Portugal    | 23,28    |
| 8     | Slatka Georgiewa      | Bulgarien   | 23,46    |

## Videolinks
- 4841 European Track & Field 200m Women, www.youtube.com, abgerufen am 2. Januar 2023
- Women's 200m Final European Champs Helsinki 1994, www.youtube.com, abgerufen am 2. Januar 2023